# 马萨扎
马萨扎（義大利語：Massazza），是意大利比耶拉省的一个市镇。总面积11平方公里，人口553人，人口密度50.3人/平方公里（2009年）。ISTAT代码为096031。